# Брюссельський саміт НАТО 1975
Брюссельський саміт 1975 року — саміт лідерів та делегацій країн-членів НАТО. Офіційні засідання та неформальні зустрічі відбулися 29–30 травня 1975 р. в Брюсселі, Бельгія. Після церемонії підписання угоди про Північноатлантичне партнерство (4 квітня 1949 року) цей саміт став третім за рахунком.

## Підґрунтя
У цей період організація стикається зі зміною практично всіх лідерів країн-членів. З'являються невирішені питання — чи буде нове покоління лідерів так само прихильне до НАТО як і їх попередники. Фактично саміт уособлював знайомство нових лідерів між собою в рамках північноатлантичного співробітництва.

## Порядок денний
Загальні обговорення були зосереджені на необхідності обґрунтування фундаментальної важливості Альянсу, включені й інші теми:
- Згуртованість Альянсу перед обличчям міжнародних економічних тисків після нафтової кризи 1974 року;
- Підтримка для успішного завершення переговорів в рамках Ради безпеки і співробітництва в Європі (НБСЄ)